# Starfield (trung tâm mua sắm)
Starfield là một chuỗi các trung tâm mua sắm trực thuộc tập đoàn Shinsegae.

## Chi nhánh
| Tên                 | Vị trí  |
| ------------------- | ------- |
| Starfield Hanam     | Hanam   |
| Starfield COEX Mall | Seoul   |
| Starfield Goyang    | Goyang  |
| Starfield Anseong   | Anseong |
| Starfield Suwon     | Suwon   |